# 살라미

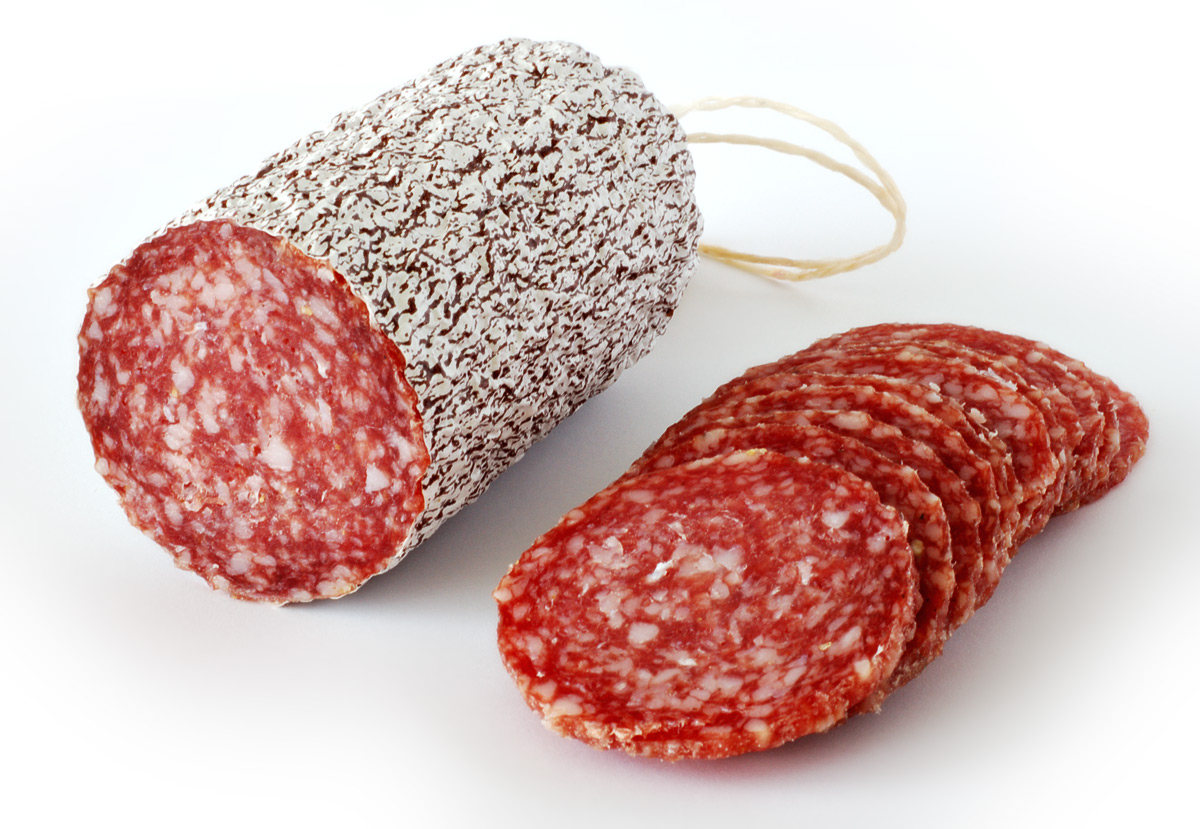
윈터 살라미

살라미(이탈리아어: salami, 단수: salame 살라메[*])는 이탈리아의 대표적인 말린 햄의 일종으로 공기 중에 말려 발효시키는 음식이다. 역사적으로는 이탈리아에서 오랜 전통을 갖고 있으며 부자가 아니더라도 많은 농민들이 작은 방에 소시지를 저장해놓고 일 년 내내 말려서 신선한 고기의 맛을 느낄 수 있었으므로 사랑받았다. 살라미는 슬로 푸드의 일종으로 최근 들어 유럽과 아메리카 지역에서도 각광받고 있는 추세다.

## 어원
살라미라는 것은 사실 salame의 복수형으로서 살라메가 일반명사로서 각 종류 혹은 하나 하나의 소시지를 가리킨다. 하지만 영어권에서는 살라미를 단복수 관계 없이 총칭하는 것이 일반적이며 이탈리아 등지에서 유래한 소시지를 거의 살라미로 표현한다. 이탈리아 외에도 프랑스, 독일에서도 비슷한 형태가 발견된다.
살라미라는 단어는 소금을 뜻하는 Sale가 집단 명사를 칭하는 접미사인 ame와 결합되 생겨난 것으로 추정된다. 따라서 실질적인 의미는 "모든 종류의 소금으로 절인 고기"이다. 하지만 이탈리아에서는 점차적으로 가장 흔한 형태의 살라미만을 칭하게 됐다. 소시지를 길고 가늘게 만들어서 소금과 향신료에 절여 짠맛과 매운 맛이 나게 하는 형태를 지칭한다.

## 재료
전통 살라미는 돼지고기, 소고기, 거위, 양, 염소, 기타 가금류의 고기로 만든다. 이외에는 포도주나 소금, 다양한 약초나 허브 종류를 넣으며 맛이 풍부해지게 하기 위해서는 다른 동물성 지방을 첨가하기도 한다.
날고기 자체를 발효시키는 데는 3~5 시간 소요되고 이후 다른 재료를 속에 채워넣어서 높은 곳에 걸어 말린다.

## 형태

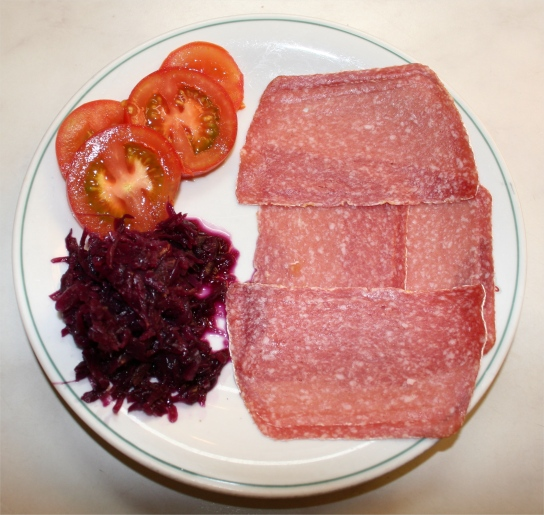
치즈를 넣어 만드는 살라미 종류

유럽에서는 각 지역마다 살라미의 특색이 다르다. 때문에 제노바, 헝가리, 밀라노의 형태 등이 있으며 대부분 마늘로 풍미를 낸다. 스페인 요리에서도 다른 형태가 나타나기도 하며 남부 이탈리아 지방에서 나타나는 살라미의 일종이 페페로니이다. 대개는 고기를 저며서 요리하고 크기를 정하거나 햄의 겉껍질을 어떻게 다루는지 밀가루나 속재료를 어떤 식으로 사용하는지에 따라 많은 차이가 나타난다.

## 같이 보기
- 살시차
- 프로슈토
- 연예인 고기
- 포
- 살루미